# چیلا پورتر
چیلا پورتر (انگلیسی: Chilla Porter; ۱۱ ژانویهٔ ۱۹۳۶ – ۱۵ اوت ۲۰۲۰) ورزشکار دو و میدانی اهل استرالیا بود.
وی در مسابقات کشوری و بین‌المللی در مجموع برندهٔ ۳ مدال نقره شده‌است.